# Prorogace
Prorogace je dohoda sporných stran o tom, že jejich spor bude projednávat jiný soud, než který by byl jinak k projednání podle obecných pravidel příslušný. Uplatňuje se především v obchodních věcech.
Na evropské úrovni je umožněna čl. 25 nařízení Brusel I bis, podle kterého se lze dohodnout na založení soudní příslušnosti určitého členského státu EU v obchodněprávních i občanskoprávních věcech (jistá omezení platí pro pojištění, spotřebitelské smlouvy a pro individuální pracovní smlouvy, a vyloučena je pak tam, kde platí tzv. výlučná příslušnost, např. ve věcech sporů o nemovitosti). Lze určit přímo konkrétní soud, pokud určen není, ale jen země, pak jej určí vnitrostátní předpisy zvoleného státu. Dohoda musí být uzavřena písemně nebo v takové formě, která odpovídá obvyklým obchodním zvyklostem, případně zvyklostem, jež mezi sebou strany zavedly.
V českém vnitrostátním právu je prorogace umožněna § 89a občanského soudního řádu, ale jen v obchodních sporech, přičemž dohoda musí být opět písemná.